# Hakodate
Hakodate (函館市 (Hàm Quán thị) Hakodate-shi) là thành phố thuộc phó tỉnh Oshima, Hokkaidō, Nhật Bản. Tính đến ngày 1 tháng 10 năm 2020, dân số ước tính thành phố là 251.084 người và mật độ dân số là 370 người/km2. Tổng diện tích thành phố là 677,9 km2.

## Địa lý

### Đô thị lân cận
- Hokuto
- Nanae
- Shikabe

### Khí hậu
| Dữ liệu khí hậu của Hakodate, Hokkaidō   | Dữ liệu khí hậu của Hakodate, Hokkaidō | Dữ liệu khí hậu của Hakodate, Hokkaidō | Dữ liệu khí hậu của Hakodate, Hokkaidō | Dữ liệu khí hậu của Hakodate, Hokkaidō | Dữ liệu khí hậu của Hakodate, Hokkaidō | Dữ liệu khí hậu của Hakodate, Hokkaidō | Dữ liệu khí hậu của Hakodate, Hokkaidō | Dữ liệu khí hậu của Hakodate, Hokkaidō | Dữ liệu khí hậu của Hakodate, Hokkaidō | Dữ liệu khí hậu của Hakodate, Hokkaidō | Dữ liệu khí hậu của Hakodate, Hokkaidō | Dữ liệu khí hậu của Hakodate, Hokkaidō | Dữ liệu khí hậu của Hakodate, Hokkaidō |
| Tháng                                    | 1                                      | 2                                      | 3                                      | 4                                      | 5                                      | 6                                      | 7                                      | 8                                      | 9                                      | 10                                     | 11                                     | 12                                     | Năm                                    |
| ---------------------------------------- | -------------------------------------- | -------------------------------------- | -------------------------------------- | -------------------------------------- | -------------------------------------- | -------------------------------------- | -------------------------------------- | -------------------------------------- | -------------------------------------- | -------------------------------------- | -------------------------------------- | -------------------------------------- | -------------------------------------- |
| Cao kỉ lục °C (°F)                       | 12.5 (54.5)                            | 13.6 (56.5)                            | 16.9 (62.4)                            | 23.0 (73.4)                            | 28.0 (82.4)                            | 29.1 (84.4)                            | 33.6 (92.5)                            | 35.4 (95.7)                            | 32.6 (90.7)                            | 27.8 (82.0)                            | 21.5 (70.7)                            | 16.3 (61.3)                            | 35.4 (95.7)                            |
| Trung bình ngày tối đa °C (°F)           | 0.9 (33.6)                             | 1.8 (35.2)                             | 5.8 (42.4)                             | 12.0 (53.6)                            | 17.0 (62.6)                            | 20.4 (68.7)                            | 24.1 (75.4)                            | 25.9 (78.6)                            | 23.2 (73.8)                            | 17.1 (62.8)                            | 10.0 (50.0)                            | 3.2 (37.8)                             | 13.5 (56.3)                            |
| Trung bình ngày °C (°F)                  | −2.4 (27.7)                            | −1.8 (28.8)                            | 1.9 (35.4)                             | 7.3 (45.1)                             | 12.3 (54.1)                            | 16.2 (61.2)                            | 20.3 (68.5)                            | 22.1 (71.8)                            | 18.8 (65.8)                            | 12.5 (54.5)                            | 6.0 (42.8)                             | −0.1 (31.8)                            | 9.4 (48.9)                             |
| Tối thiểu trung bình ngày °C (°F)        | −6.0 (21.2)                            | −5.7 (21.7)                            | −2.2 (28.0)                            | 2.8 (37.0)                             | 8.0 (46.4)                             | 12.6 (54.7)                            | 17.3 (63.1)                            | 18.9 (66.0)                            | 14.6 (58.3)                            | 7.8 (46.0)                             | 1.8 (35.2)                             | −3.6 (25.5)                            | 5.5 (41.9)                             |
| Thấp kỉ lục °C (°F)                      | −21.7 (−7.1)                           | −20.4 (−4.7)                           | −18.9 (−2.0)                           | −8.6 (16.5)                            | −5.0 (23.0)                            | 2.0 (35.6)                             | 6.3 (43.3)                             | 9.0 (48.2)                             | 1.7 (35.1)                             | −4.0 (24.8)                            | −12.1 (10.2)                           | −19.4 (−2.9)                           | −21.7 (−7.1)                           |
| Lượng Giáng thủy trung bình mm (inches)  | 77.4 (3.05)                            | 64.5 (2.54)                            | 64.1 (2.52)                            | 71.9 (2.83)                            | 88.9 (3.50)                            | 79.8 (3.14)                            | 123.6 (4.87)                           | 156.5 (6.16)                           | 150.5 (5.93)                           | 105.6 (4.16)                           | 110.8 (4.36)                           | 94.6 (3.72)                            | 1.188 (46.77)                          |
| Lượng tuyết rơi trung bình cm (inches)   | 91 (36)                                | 74 (29)                                | 41 (16)                                | 2 (0.8)                                | 0 (0)                                  | 0 (0)                                  | 0 (0)                                  | 0 (0)                                  | 0 (0)                                  | 0 (0)                                  | 18 (7.1)                               | 79 (31)                                | 306 (120)                              |
| Số ngày giáng thủy trung bình (≥ 0.5 mm) | 19.9                                   | 17.5                                   | 16.8                                   | 12.2                                   | 11.1                                   | 8.9                                    | 10.2                                   | 10.4                                   | 11.9                                   | 12.9                                   | 16.7                                   | 19.2                                   | 167.7                                  |
| Độ ẩm tương đối trung bình (%)           | 73                                     | 71                                     | 68                                     | 67                                     | 73                                     | 79                                     | 82                                     | 81                                     | 76                                     | 73                                     | 71                                     | 74                                     | 74                                     |
| Số giờ nắng trung bình tháng             | 103.1                                  | 117.9                                  | 158.7                                  | 186.1                                  | 198.5                                  | 172.6                                  | 134.4                                  | 148.0                                  | 160.8                                  | 163.9                                  | 109.4                                  | 91.5                                   | 1.744,9                                |
| Chỉ số tia cực tím trung bình            | 1                                      | 2                                      | 4                                      | 6                                      | 8                                      | 9                                      | 9                                      | 8                                      | 6                                      | 4                                      | 2                                      | 1                                      | 5                                      |
| Nguồn 1: Cục Khí tượng Nhật Bản          |                                        |                                        |                                        |                                        |                                        |                                        |                                        |                                        |                                        |                                        |                                        |                                        |                                        |
| Nguồn 2: Weather Atlas (UV)              |                                        |                                        |                                        |                                        |                                        |                                        |                                        |                                        |                                        |                                        |                                        |                                        |                                        |